# پرکینز
پرکینز انجینز یا پرکِنز انجینز (به انگلیسی: Perkins Engines) شرکت صنایع سنگین بریتانیایی است، که در سال ۱۹۳۲ تأسیس شد و امروزه در زمینه ارائه خدمات طراحی، توسعهٔ فناوری و تولید موتورهای درون‌سوز و فناوری‌های مرتبط با آن فعالیت می‌نماید. 
دفتر مرکزی شرکت پرکنز، در ایستفیلد، پیتربورو، بریتانیا قرار دارد. این شرکت در سال ۱۹۵۹ توسط مسی‌فرگوسن خریداری شد و زیرمجموعه‌ای از این شرکت بود اما در سال ۱۹۹۸ کاترپیلار پرکینز را خریداری کرد. 
مسیر پرکینز با معرفی نخستین موتور دیزل با سرعت بالا به نام ویکسن با چهار سیلندر در سال ۱۹۳۲ آغاز شد. از آن زمان، پرکینز به طور مداوم فهرست محصولات موتور خود را گسترش داده و مجموعه‌ای گسترده از مشخصات موتور را تولید کرده است، از موتورهای دیزل تا موتورهای بنزین برای انواع وسایل نقلیه.
ویژگی‌های موتورهای پرکینز شامل ساخت قوی، فناوری پیشرفته، عملکرد برتر و تعهد به کاهش گازهای آلاینده می‌باشد. 
شرکت پرکنز به عنوان زیرمجموعه‌ای از شرکت کاترپیلار انواع موتورهای دیزل صنعتی، کشاورزی، عمرانی و تولید برق را تولید می‌کند.